# Fuoco di saturazione
Il fuoco di saturazione è un'azione militare in cui tutta la potenza di fuoco di una o più unità militari viene fatta convergere in un'area, una zona o in un territorio, in genere ben delimitato e ristretto.

## Utilizzo
Può essere usato con diversi effetti a seconda della condizione tattica immediata: banalmente si può sfruttare per distruggere postazioni e presidi nemici, oppure per costringere nemici annidati in aree limitrofe a venire allo scoperto, per immobilizzare il nemico in una posizione protetta ma scomoda, per impedire il transito in un'area, per effettuare una pressione psicologica.
Oggi viene applicato con diverse armi da fuoco, sia di tipo portatile (fuoco di fucileria o con pesanti armi da supporto) che di tipo pesante: cannoni, mortai e obici da campo, armi montate su semoventi o sistemi di razzi multipli MLRS e persino bombardamenti navali o aerei.
L'utilizzo di armi più pesanti viene in genere limitato a ruoli di supporto associato a squadre di fanteria o a interventi dove la forza schierata è soverchiante e in grado di mantenere una elevata cadenza di fuoco, nonostante i tempi di ricarica elevati tipici delle armi di grosso calibro.

## Presupposti
È fondamentale per la buona riuscita dell'azione essere in grado di disporre di una capacità di fuoco continua e con intervalli minimi tra le salve. Per questo l'applicazione migliore si ha con l'uso di fucili automatici o d'assalto, o con mitragliatrici o di sistemi di fuoco multiplo.

## Fuoco di soppressione
Una particolare applicazione del fuoco di saturazione è il fuoco di soppressione ("suppression fire" in inglese), detto anche "fuoco di copertura" o "fuoco di sbarramento", che consiste nel costringere il nemico dietro un riparo, bersagliandolo con il maggior volume di fuoco disponibile. Duplice il vantaggio ottenuto: si riduce notevolmente il fuoco di ritorno e si impedisce al nemico la vista degli spostamenti delle proprie truppe. Questo permette di muovere i propri operatori in sufficiente sicurezza anche allo scoperto.
Può essere usata sia in fase difensiva che offensiva. Un tipico esempio del primo caso è il recupero di un operatore ferito, in cui il resto del plotone offre copertura ai due che trascinano il ferito al riparo. Un esempio di utilizzo offensivo è la copertura dell'avanzamento di alcuni membri della squadra verso una postazione nemica, per compiere un aggiramento o arrivare a distanza utile per un lancio di granate. Infatti, mentre una squadra sarebbe normalmente immediatamente eliminata, se si riesce a ottenere un fuoco di soppressione sufficiente, si può costringere il nemico all'inazione, permettendo agli attaccanti di avanzare.